# 12 август
12 август е 224-тият ден в годината според григорианския календар (225-и през високосна). Остават 141 дни до края на годината.

## Събития
- 1813 г. – Австрия обявява война на Наполеон.
- 1851 г. – Американецът Айзък Сингер получава патент за шевната машина със задвижване посредством педал, с което се освобождават и двете ръце на шивача.
- 1875 г. – На заседание на Българския революционен централен комитет е взето решение за организиране и избухване на Старозагорското въстание (1875 г.).
- 1877 г. – Американският астроном Асаф Хал открива Деймос, спътник на Марс.
- 1879 г. – Създаден е Българският военен флот.
- 1879 г. – Във Варна се създава Портово капитанство.
- 1887 г. – От Виена тръгва първият влак Ориент експрес до Истанбул.
- 1898 г. – САЩ анексират Хавайските острови.
- 1898 г. – Подписан е мирният протокол, с който се поставя край на Испано-американската война.
- 1904 г. – Основан е бразилският футболен клуб Електро клуб, предшественик на днешния Ботафого от Рио де Жанейро.
- 1953 г. – СССР извършва първия си опит с водородна бомба.

- 1961 г. – Започва изграждането на Берлинската стена.
- 1962 г. – Космическият кораб на СССР „Восток – 4“ е изведен в орбита.
- 1965 г. – В периода 12 – 15 август в Копривщица се провежда Първият национален събор на народното творчество.
- 1970 г. – СССР и Западна Германия подписват пакт за ненападение.
- 1972 г. – Последните сухопътни войски на САЩ във Виетнам напускат страната.
- 1974 г. – Турция поставя ултиматум на Кипър с искане да бъде създаден автономен окръг в населения с кипърски турци район.
- 1981 г. – IBM представя своя персонален компютър – IBM PC.
- 1985 г. – Полет 123 на „Джапан Еър Лайнс“ катастрофира в Япония – загиват 520 души. Най-смъртоносният инцидент с един самолет в историята на авиацията.
- 1992 г. – САЩ, Канада и Мексико подписват договор за създаването на Северноамериканската организация за свободна търговия, която обединява двата най-богати пазара в света.
- 1994 г. – Учреден е Съюзът за отечеството. Председател е Гиньо Ганев.
- 1998 г. – В отговор на обвиненията за присвояване по време на Втората световна война на еврейски авоари швейцарски банки се съгласяват да изплатят обезщетение в размер на един милиард и двеста и петдесет милиона щатски долара на оцелелите от Холокоста.
- 2000 г. – Руската атомна подводница „Курск“ претърпява авария, 117 военни моряци загиват.
- 2006 г. – Съветът за сигурност на ООН приема резолюция 1701, настояваща за прекратяване на огъня в Ливан и изпращането на 15 000 миротворци в зоната на конфликта.

## Родени
- 1503 г. – Кристиан III, крал на Дания и Норвегия († 1559 г.)
- 1566 г. – Изабела-Клара Испанска, щатхалтер на Испанска Нидерландия († 1633 г.)
- 1664 г. – Магнус Стенбок, шведски генерал († 1717 г.)
- 1681 г. – Витус Беринг, датски мореплавател († 1741 г.)
- 1704 г. – Каролина фон Насау-Саарбрюкен, немска аристократка († 1774 г.)
- 1762 г. – Джордж IV, британски крал († 1830 г.)
- 1831 г. – Елена Блаватска, руска писателка, теософ († 1891 г.)
- 1839 г. – Иван Кършовски, български революционер, обществен деец, юрист и книжовник († 1914 г.)
- 1853 г. – Стоян Заимов, български революционер, обществен деец, книжовник († 1938 г.)
- 1860 г. – Владимир Серафимов, полковник († 1934 г.)
- 1866 г. – Хасинто Бенавенте, испански писател, Нобелов лауреат през 1922 г. († 1954 г.)
- 1881 г. – Сесил Демил, американски режисьор († 1959 г.)
- 1887 г. – Ервин Шрьодингер, австрийски физик, Нобелов лауреат през 1933 г. († 1961 г.)
- 1904 г. – Алексей Николаевич, руски престолонаследник († 1918 г.)
- 1912 г. – Фероз Ганди, индийски политик и журналист († 1960 г.)
- 1913 г. – Александър Котов, руски шахматист († 1981 г.)
- 1921 г. – Кирил Илинчев, български актьор († 1994 г.)
- 1924 г. – Мохамед Зия-ул-Хак, пакистански военен и политически деец († 1961 г.)
- 1930 г. – Джордж Сорос, американски милиардер от унгарски произход
- 1931 г. – Уилям Голдман, американски писател и сценарист († 2018 г.)
- 1932 г. – Йордан Йосифов, български футболист († 2014 г.)
- 1934 г. – Васил Димитров, български актьор († 2019 г.)
- 1935 г. – Карл Микел, немски писател († 2000 г.)
- 1937 г. – Херман Де Кро, белгийски политик
- 1940 г. – Александър Йосифов, български композитор († 2016 г.)
- 1941 г. – Димитър Якимов, български футболист
- 1948 г. – Сю Монк Кид, американска писателка
- 1949 г. – Марк Нопфлър, британски музикант
- 1959 г. – Станислав Сланев, български певец и композитор
- 1964 г. – Пламен Антов, български поет
- 1967 г. – Емил Костадинов, български футболист
- 1971 г. – Пийт Сампрас, американски тенисист
- 1972 г. – Веселин Шулев, български футболист, вратар
- 1973 г. – Хари Бориславов, български футболист
- 1975 г. – Кейси Афлек, американски актьор
- 1975 г. – Кирил Джоров, български футболист
- 1977 г. – Йеспер Грьонкяер, датски футболист
- 1980 г. – Захари Бахаров, български актьор
- 1980 г. – Маги Лоусън, американска актриса
- 1981 г. – Джибрил Сисе, френски футболист
- 1982 г. – Зорница Костова, българска баскетболистка
- 1990 г. – Марио Балотели, италиански футболист

## Починали
- 30 пр.н.е. – Клеопатра VII, кралица на Египет (* 69 пр.н.е.)
- 1222 г. – Владислав III, херцог на Бохемия (* 1160 г.)
- 1484 г. – Сикст IV, римски папа (* 1414 г.)
- 1545 г. – Мария-Мануела Португалска, принцеса на Астуриас (* 1527 г.)
- 1648 г. – Ибрахим I, османски султан (* 1615 г.)
- 1674 г. – Филип дьо Шампан, френско-фламандски бароков художник (* 1602 г.)
- 1689 г. – Инокентий XI, римски папа (* 1611 г.)
- 1725 г. – Пиер дьо Монтескиу д'Артанян, френски офицер (* 1640 г.)
- 1827 г. – Уилям Блейк, английски поет (* 1757 г.)
- 1848 г. – Джордж Стивънсън, английски инженер (* 1781 г.)
- 1900 г. – Вилхелм Щайниц, американски шахматист (* 1836 г.)
- 1901 г. – Адолф Ерик Норденшелд, шведски геолог (* 1832 г.)
- 1920 г. – Йон Драгумис, гръцки дипломат (* 1878 г.)
- 1922 г. – Иван Кипров, български лекар (* 1877 г.)
- 1923 г. – Ватрослав Ягич, хърватски славист (* 1838 г.)
- 1928 г. – Леош Яначек, чешки композитор (* 1854 г.)
- 1935 г. – Никифор Никифоров, български военен деец (* 1858 г.)
- 1944 г. – Джоузеф Кенеди младши, американски военен
- 1955 г. – Томас Ман, немски писател, Нобелов лауреат през 1929 г. (* 1875 г.)
- 1964 г. – Иън Флеминг, британски писател (* 1908 г.)
- 1973 г. – Валтер Хес, швейцарски физиолог, Нобелов лауреат (* 1881)
- 1979 г. – Ернст Чейн, английски биохимик, Нобелов лауреат през 1945 г. (* 1906 г.)
- 1982 г. – Хенри Фонда, американски актьор (* 1905 г.)
- 1985 г. – Манфред Винкелхок, пилот от Формула 1 (* 1951 г.)
- 1989 г. – Уилям Шокли, американски инженер, Нобелов лауреат през 1956 г. (* 1910 г.)
- 1992 г. – Джон Кейдж, американски композитор (* 1912 г.)
- 1996 г. – Виктор Амбарцумян, арменски астроном (* 1908 г.)
- 2000 г. – Лорета Йънг, американска актриса (* 1913 г.)
- 2004 г. – Годфри Хунсгилд, британски електроинженер, Нобелов лауреат през 1979 г. (* 1919 г.)
- 2009 г. – Лес Пол, американски китарист и изобретател (* 1915 г.)
- 2014 г. – Лорън Бекол, американска актриса и манекен (* 1924 г.)
- 2020 г. – Бисер Михайлов, български футболист и треньор (* 1943 г.)

## Празници
- ООН – Международен ден на младежта (от 1999 г.)
- Бразилия – Ден на бащата през 2012 г. (чества се втората неделя на август)
- България – Ден на военноморските сили (за 2012 г.) – Празнува се втория неделен ден на август по повод основаването на Българския военно морски флот в Русе на 12 август 1879 г. (31 юли 1879 г. ст.)
- Замбия – Ден на фермерите
- Зимбабве – Ден на въоръжените сили
- Русия – Ден в памет на загиналите в атомната подводница „Курск“ и Ден на ВВС
- Тайланд – Ден на майката (чества се на рождения ден на кралицата)